# Mala plaža (Ulcinj)
Mala Plaža je gradska plaža u Ulcinju. Sastavljena je od najsitnijeg pijeska na obali i u vodi. Za plažu je karakteristično plitko dno. Duga je 360 m i može da primi oko 2.500 kupača. Na samom kraju plaže, ispod Starog grada, nalazi se mala luka Ulcinj (360 m) sa lijepo uređenim pristaništem. U pozadini su restorani, pivnice, kafići, apartmani. Duž borove šume, između hotela „Galeb” i „Albatros”, na potezu dugom oko kilometar, nalazi se niz manjih hotelskih plaža: Skalice, Borići, Ludvigova plaža, Ženska plaža, ali i niz šljunkovitih i stjenovitih plaža za one koji žele tajanstven i miran kutak u savršenom prirodnom ambijentu (Maslinjak, Opaljice, Džemilina plaža, Ljana, Crnogorsko guvno).